# Contea di Feng (Jiangsu)
La contea di Feng (丰县S, Fēng XiànP) è una contea della Cina, situata nella provincia di Jiangsu e amministrata dalla prefettura di Xuzhou.